# Hemithea aestivaria
Hemithea aestivaria là một loài bướm đêm trong họ Geometridae.

## Hình ảnh

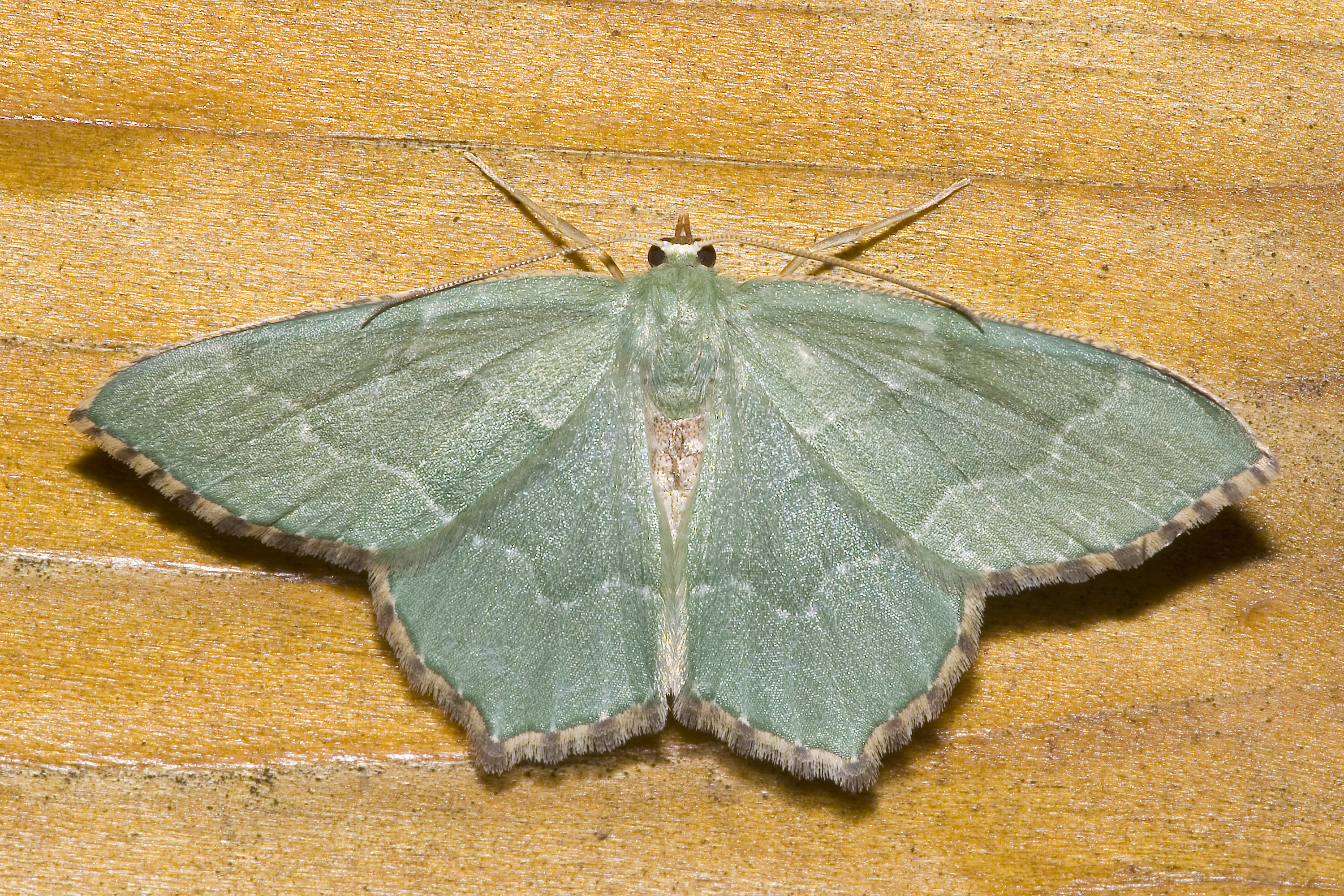
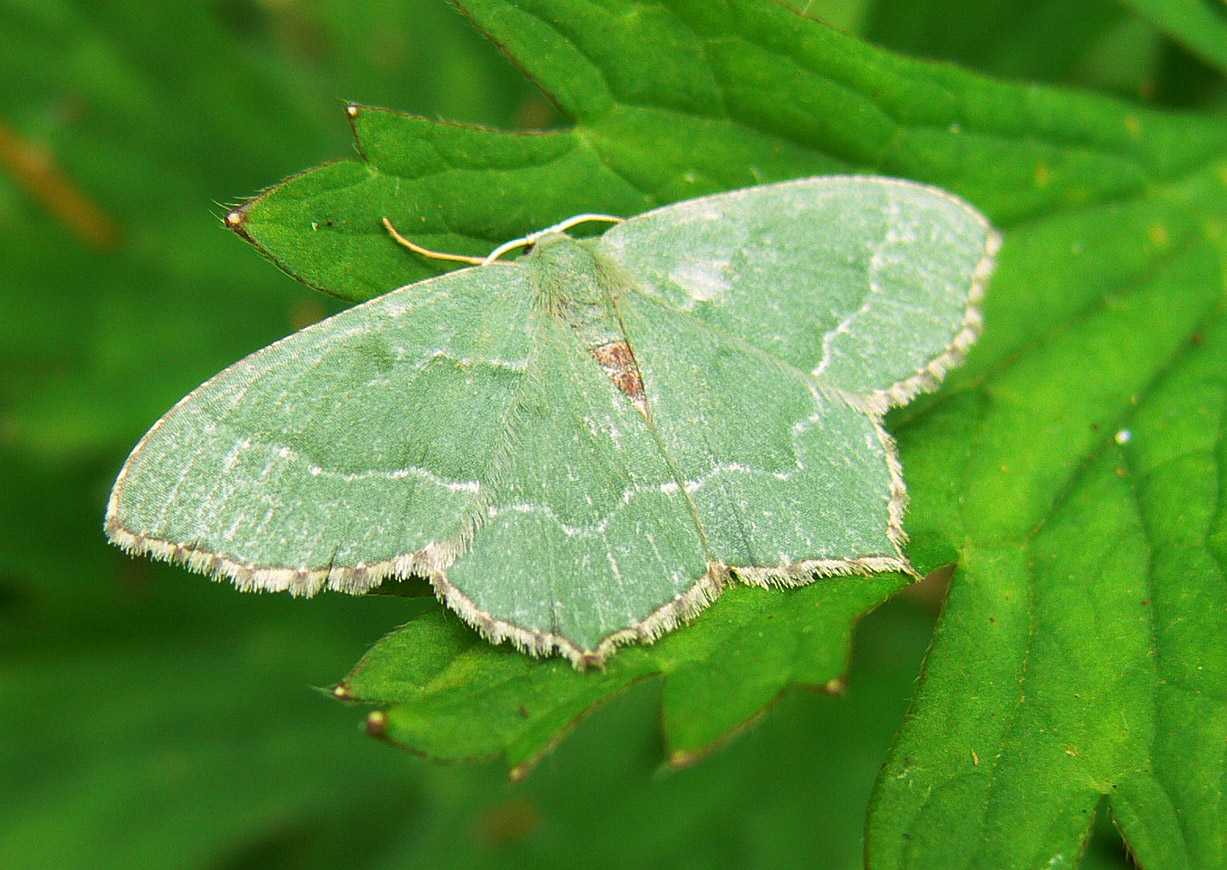
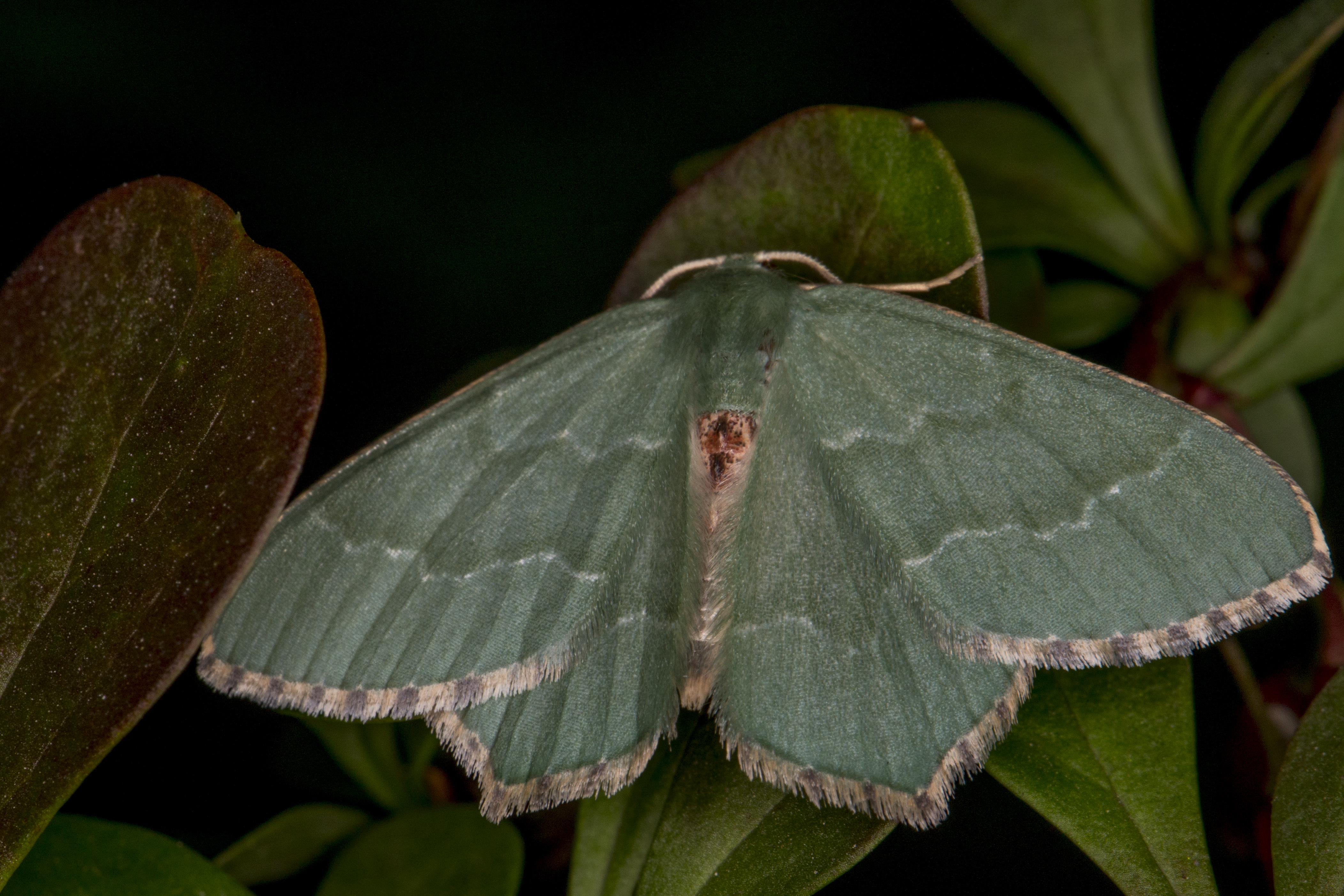
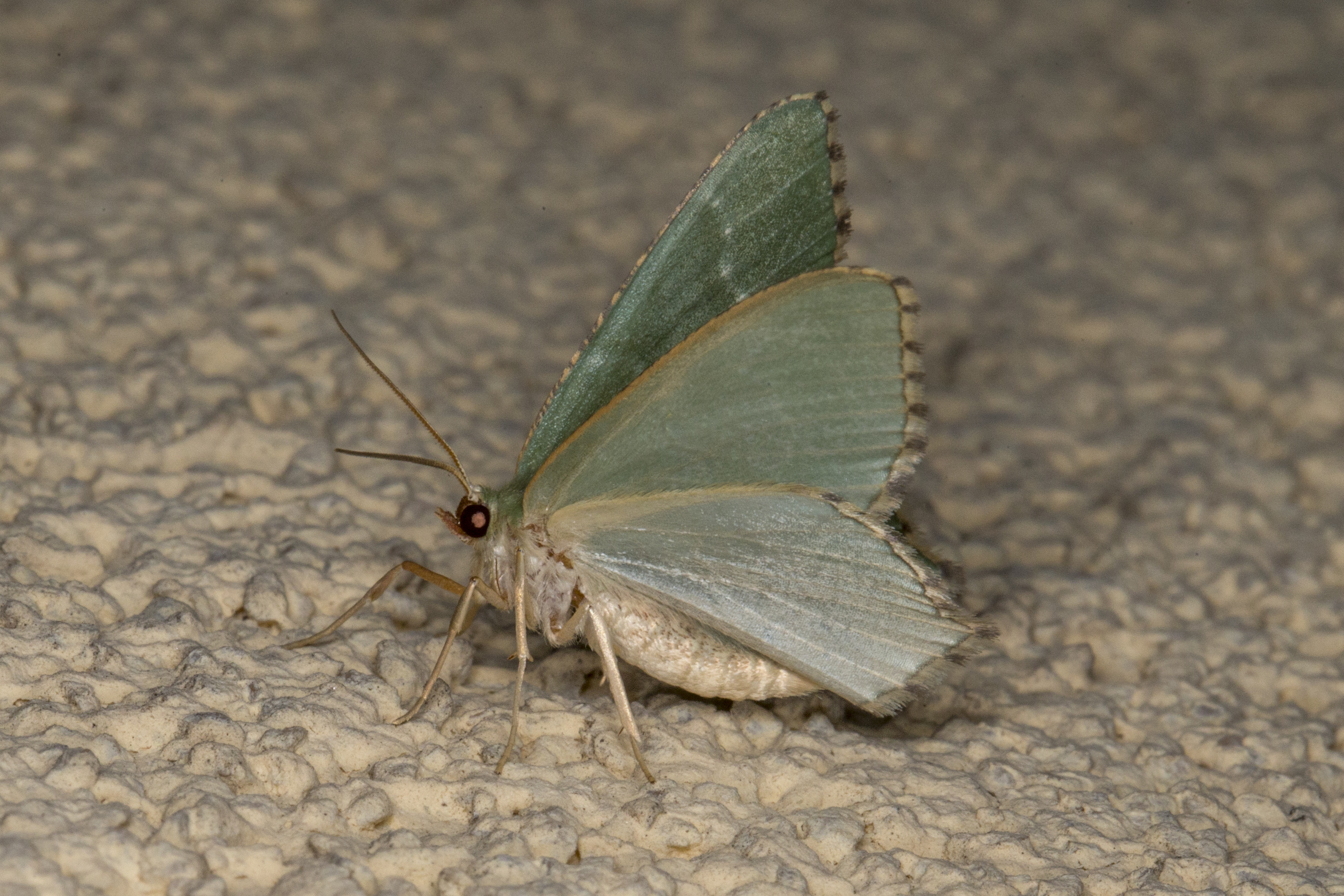